# Ruta 213 (Costa Rica)
La Ruta 213, oficialmente Ruta Nacional Secundaria 213, es una ruta nacional de Costa Rica ubicada en la provincia de San José.

## Descripción
En la provincia de San José, la ruta atraviesa el cantón de San José (los distritos de Hospital, Catedral, San Sebastián), el cantón de Desamparados (el distrito de Desamparados).